# 龙渠乡
龙渠乡，是中华人民共和国甘肃省张掖市甘州区下辖的一个乡镇级行政单位。

## 行政区划
龙渠乡下辖以下地区：
三清湾村、木笼坝村、龙首村、下堡村、头闸村、水源村、墩源村、保安村、新胜村、什八名村、白城村和高庙村。